# Ophthalmoblysis lydius
Ophthalmoblysis lydius là một loài bướm đêm trong họ Geometridae.